# Bollebygdsklockan
Bollebygdsklockan, Vg 248, är en runristad kyrkklocka från Bollebygds gamla kyrka, Bollebygds socken i Västergötland.
Ännu under medeltiden försågs kyrkklockor ofta med runskrift istället för de med kyrkan införda latinska bokstäverna. Ett tjugotal sådana svenska klockor har bevarats. Dessa kyrkklockor fick dessutom egna namn och för Bollebygdsklockans del döptes den vid invigningen på 1200-talet till "Katerina", sannolikt uppkallad efter Sankta Katarina, vilket framgår av en leonisk vers skriven med runor som löper i två band kring klockans kropp. Den latinska runinskriften översatt till modern svenska följer nedan.

## Inskrift
- Translitterering + dat : kterina : sonum :/ fideli : populo : bonum +/+ ik : sonus : auditur :/ ik : mens : turbata : blandidur
- Normaliserad (latin): Dat Katerina sonum fideli populo bonum. Hic sonus auditur, hic mens turbata blanditur.
- Nusvenska: Katerina ger välljud åt ett troende folk. Här ljudet höres, här lugnas ett upprört sinne.

## Källa
- Runinskrifter i Sverige, Sven B.F. Jansson, sid, 184, Almqvist & Wiksell Förlag AB, 1983, ISBN 91-20-07030-6